# 리무진

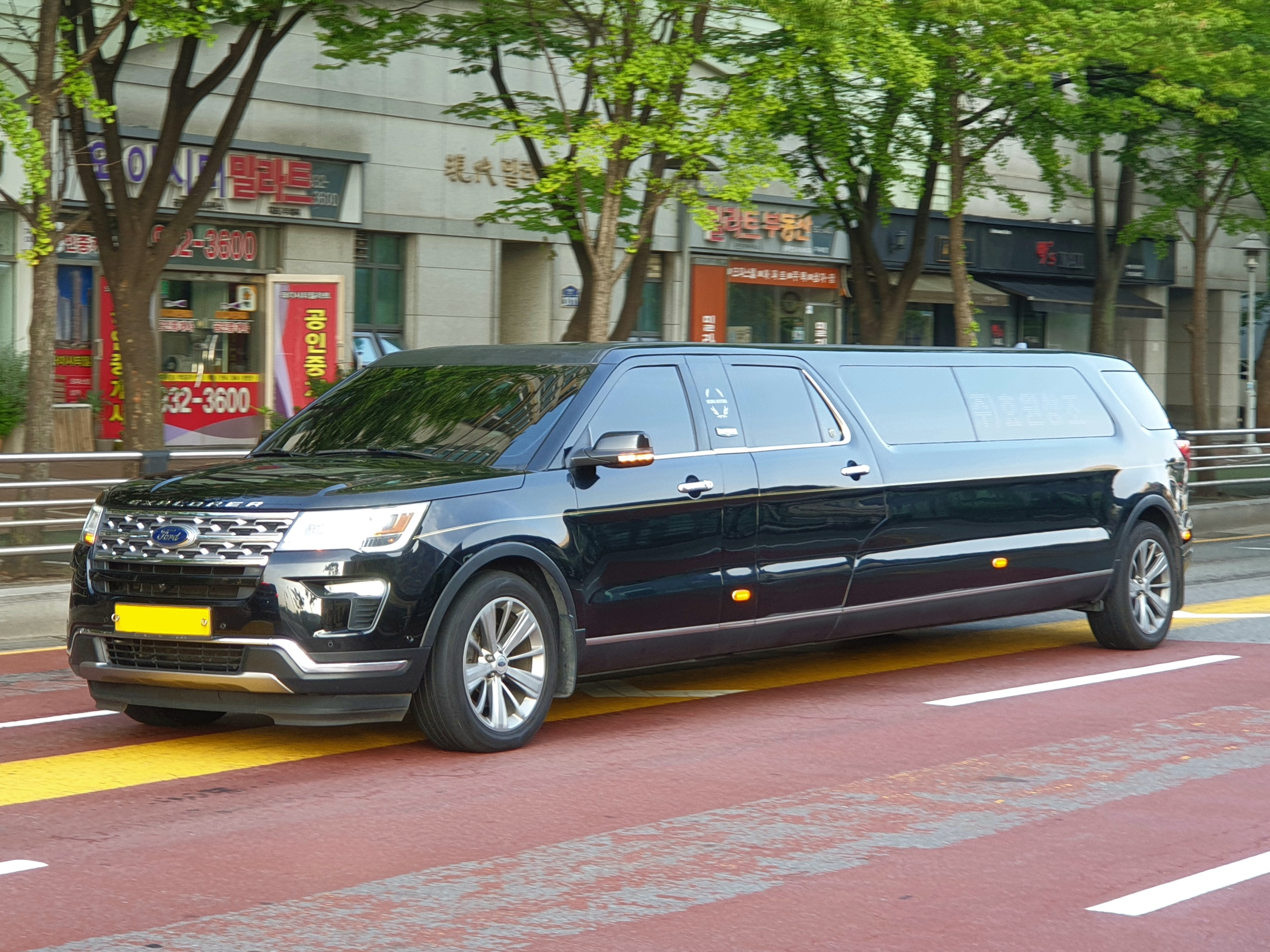
한국의 포드 익스플로러 리무진.

리무진(Limousine) 또는 리모(Limo)는 비정상적으로 긴 고급 자동차를 가리키는 용어로 고급 세단 차량을 3등분해 길게 늘인 후 고급 내장재로 치장하고 각종 편의 시설을 갖춘 자동차이다. 보통 의전용이나 결혼식용으로 많이 사용되며, 미국에서 많이 일반화되어 있다. 차체는 전통적으로 검은색이나 흰색으로 칠해지며, 고용된 운전 기사 쇼퍼(chauffeur)가 운전하는 것이 일반적이다.

## 역사
최초의 자동차 리무진은 1902년에 만들어졌으며 컴파트먼트 아래 바깥 쪽에 운전자가 앉을 수 있게 설계되었다. 리무진이란 말은 프랑스의 리무쟁(Limousin)에서 유래했는데, 이 지역 사람들은 자동차와 유사하게 생긴 두건을 쓰고 다녔다고 알려져 있다.

## 리무진 유형
리무진에는 일반적으로 운전석과 뒷좌석 사이에 격벽이 있다. 격벽에는 올렸다 내렸다 할 수 있는 유리창이 있어 운전사가 뒷좌석 승객들의 대화 내용을 들을 수 없게 되어 있다.

### 전통형 리무진

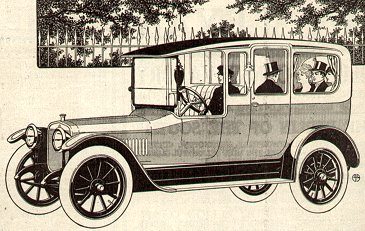
1915년형 윈톤 6 리무진.

초창기의 긴 모양의 리무진을 본따서 만드는 전통형 리무진은 긴 프레임과 긴 차축을 사용하는데, 그 이유는 정방향 좌석의 승객이 발을 충분히 뻗을 수 있을 만큼 여유있는 공간을 확보하기 위해서다. 이와 함께 두개의 역방향 좌석이 설치되어 있는데, 역방향 좌석은 사용하지 않은 때 접어 놓을 수 있도록 되어 있다. 이처럼 탑승칸에는 5명의 승객이 안락하게 탑승할 수 있어, 전통형 리무진은 전체적으로 운전석과 2명이 탑승할 수 있는 조수석을 합쳐 8명을 실어 나를 수 있다. 그러나 이러한 좌석 배치는 최근에 와서 많이 사용되고 있지 않다. 마이바흐 62, 아우디 A8L, BMW 760Li, 링컨 타운카 L 에디션, 캐딜락 DTS 등등의 세단 차량을 길게 늘려 리무진으로 제작하기 때문에 3~4명 정도의 승객만을 태울 수가 있다. 이 유형의 리무진은 개인 용도로 많이 사용되며, 내부에는 값비싼 오디오와 텔레비전, 비디오 재생기, 냉장고 등의 편의 시설이 설치되어 있다.

### 스테이지형 리무진
리무진의 또 다른 유형으로 스테이지(Stage)형이 있다. 스테이지형은 초기의 스테이지코치(Stagecoach)와 유사한 용도로 사용되었다. 스테이지형 리무진은 엄밀히 말해 리무진이라기보다도 세단과 버스 중간 정도의 외형과 용도를 가졌다. 버스에는 가운데에 중앙통로가 있어 승객들이 중앙통로를 통해 좌석으로 이동하는 데 반해, 스테이지형 리무진에는 여러 개의 문이 있어 승객들이 정방향 좌석으로 쉽게 이동할 수 있도록 설계되어 있다. 이러한 유형은 세단을 이용해 리무진을 제작하는 경우도 있지만, 스테이션 왜건을 이용해서도 리무진을 제작하는 경우도 있다. 스테이션 왜건을 이용해 제작하는 경우는 큰 선반이나 지붕에 승객의 짐을 실을 수 있게 설비를 갖추기도 한다. 현대에 들어서 스테이지형 리무진은 허머나 허머 H2를 이용하기도 한다.
상조회사들은 스테이지형 리무진을 장례서비스를 제공하는 데 많이 이용하고 있다.

### 특이형 리무진
리무진을 궁극의 형태로 제작하기 위한 노력은 편의시설을 강화하는 측면으로 발전되기도 했다. 어떤 리무진은 온수 욕조를 설치하기도 했는데, 이를 위해 이중 차축을 두는 경우도 있었다.
전문 차체 제작 회사(Coach Builder)들은 고급 브랜드의 세단이나 SUV를 리무진으로 개조하기도 한다. 개조에 사용되는 대표적인 브랜드로는 아우디, 벤틀리, BMW, 캐딜락, 크라이슬러, 포드, 홀덴, 허머, 인피니티, 재규어, 렉서스, 메르세데스-벤츠, 그리고 롤스 로이스 등이 있다. 미국에서는 링컨 타운카나 캐딜락 DTS, 허머 H2, 그리고 링컨 네비게이터 등이 인기있는 개조 모델이다. 그러나 특이하게도 콜벳과 폴크스바겐 비틀을 10여명이 탑승할 수 있는 리무진으로 개조한 예도 있다.

## 외국의 리무진
- 메르세데스-벤츠 S 클래스 L
- 아우디 A8L
- 홀덴 스테이츠맨
- 링컨 타운카
- 미쓰비시 디그니티
- 닛산 프레지던트
- 토요타 센추리
- 캐딜락 DTS

## 대한민국의 리무진
현재 대한민국에서도 리무진을 생산 및 판매 중이며 제네시스 G90 LWB, 쌍용 체어맨 리무진과 같이 B필러를 좌우로 20cm 이상 길게 연장하여 휠베이스를 늘린 스트레치드 리무진(Streched Limousine), 현대 스타렉스 리무진과 기아 카니발 하이리무진, 쌍용 코란도 투리스모 샤토 등 승합차나 미니밴의 지붕 높이를 일반 차량보다 높인 하이루프 리무진(High-roof Limousine)이 있다. 대한민국에서는 스트레치드 리무진은 주로 대통령과 국무총리, 국회의원, 지방자치단체장, 방한 국빈, 그리고 CEO 등 고위 인사들의 의전차이다.
- 현대자동차/제네시스
  - 현대 다이너스티 리무진 (단종)
  - 현대 에쿠스 리무진 (단종)
  - 제네시스 G90 LWB
  - 현대 스타렉스 리무진 (단종)
  - 현대 스타리아 라운지 리무진
- 기아
  - 기아 엔터프라이즈 리무진 (단종)
  - 기아 카니발 하이리무진
- 옛 삼성자동차 (현 르노코리아자동차)
  - 삼성 SM530L (삼성그룹 오너들에게 10대(혹은 7대)만 한정 생산한 차로, SM525V(현 SM5)의 개조 모델이다.)
- 쌍용자동차
  - 쌍용 체어맨 리무진 (단종)
  - 쌍용 코란도 투리스모 샤토 (단종)

## 같이 보기
- 쇼퍼